# Kolar Gold Fields
Kolar Gold Fields fou una ciutat i major centre miner d'or a l'Índia al districte de Kolar a Karnataka, propera a Bangalore. L'explotació fou tancada el 2003 per esgotament de les millors vetes i cost excessiu d'explotació de les altres. És la segona mina d'or més fonda del món. La ciutat va sorgir el 1887 i tenia 7085 habitants el 1891 i va arribar a tenir 38.204 habitants el 1901, i ocupar una superfície incloent les mines de prop de 40 km². Va seguir pujant però des del tancament de les mines la població s'ha reduït considerablement.
Encara que era conegut com a lloc amb or des d'antic els intents d'explotació no havien donat fruits. El 1873 M. F. Lavelle va obtenir la concessió del govern de Mysore per 20 anys i va iniciar l'explotació a Urigam el 1875; com que calia molta inversió va transferir els drets el 1876 amb aprovació del govern, a un sindicat anomenat Kolar Concessionaires, que va aconseguir renovar el dret sobre 52 km² per 30 anys i en termes més favorables. El 1881 hi va entrar John Taylor & Sons, enginyers de mines de Londres, i el capità B. D. Plummer, un miner molt experimentat i van explotar l'or a Nundydroog mine. Els fons es van acabar sense èxit el 1883. A proposta de John Taylor, el capità Plummer va rebre les darreres 13000 lliures per fer un darrer intent i el 1884 va descobrir un bon camp i el 1885 ja estava l'explotació en marxa.